# Christine Cornet d'Elzius
Pour les articles homonymes, voir Cornet d'Elzius et Cornet.
Christine Marie Raoul Laure Cornet d'Elzius de Peissant (Rochefort, 28 juillet 1944) est une femme politique belge.
Elle fut conseillère communale et échevin de Ciney, puis sénatrice.

## Distinction
- Chevalier de l'ordre de Léopold (1999)